# Binanga Tolu (Huristak)
Binanga Tolu is een bestuurslaag in het regentschap Padang Lawas van de provincie Noord-Sumatra, Indonesië. Binanga Tolu telt 496 inwoners (volkstelling 2010).